# أدريان غريدي
أدريان غريدي (بالإنجليزية: Adrian Grady)‏ هو لاعب كرة قدم أمريكية أمريكي، ولد في 21 نوفمبر 1985 في نيكولز في الولايات المتحدة.

## وصلات خارجية
- أدريان غريدي على موقع مرجع كرة القدم المحترفة.كوم (الإنجليزية)